# Siergiej Łukin
Siergiej Gieorgijewicz Łukin (ros. Сергей Георгиевич Лукин, ur. 21 września 1894 w Moskwie, zm. 2 września 1948 tamże) – radziecki polityk, ludowy komisarz/minister przemysłu lekkiego ZSRR (1939-1947).
1912 ukończył technikum, 1915-1918 służył w rosyjskiej armii, a 1918-1919 w Armii Czerwonej. 1919-1925 pracownik moskiewskiej fabryki, od 1925 członek RKP(b), 1925-1928 pomocnik dyrektora i zastępca dyrektora fabryki, a 1928-1929 jej dyrektor. 1929-1930 dyrektor fabryki tekstylnej im. Rewolucji Październikowej, 1930-1937 dyrektor fabryki przędzalniczo-tkackiej, od listopada 1937 do stycznia 1939 ludowy komisarz przemysłu lekkiego Rosyjskiej FSRR. Od 2 stycznia 1939 do 4 czerwca 1947 ludowy komisarz/minister przemysłu lekkiego ZSRR, od 21 marca 1939 do śmierci członek Centralnej Komisji Rewizyjnej WKP(b). Od 4 czerwca 1947 do śmierci zastępca ministra przemysłu lekkiego ZSRR. Odznaczony trzema Orderami Lenina (m.in. we wrześniu 1945). Pochowany na cmentarzu Nowodziewiczym.